# Accepterandeterapier
I accepterandeterapier har man fokus på acceptans. Man lär individen att acceptera sina symtom i stället för att undvika dem eller kontrollera dem med till exempel läkemedel. 

## Accepterandeterapier
I traditionella psykoterapier antar man att individen har ångest för att hon saknar kontroll. Därför har man inriktat sig på att hjälpa henne att återfå kontrollen över sina symtom. Ett sätt att återfå kontrollen är att undvika det som skapar symtom. Inom accepterandeterapier inriktar man sig i stället på att individen ska återfå kontrollen över aktiviteter som hon värderar högt. En bärande tanke i accepterandeterapier är att psykisk ohälsa betingas av just kontroll och undvikande av oönskade upplevelser, tankar och känslor. Här arbetar man i stället på att förändra förhållningssättet till de negativa tankarna, känslorna och upplevelserna. Terapier som tränar individer att observera och acceptera den hela tiden förändrande verkligheten har under senare år blivit alltmer populära. Accepterandeterapier är mer lösningsinriktade än problemorienterade. Anonyma Alkoholisters (AA) tolvstegsprogram är en form av accepterandeterapi.

### Fokus på kontroll
Smärtkontroll kan leda till undvikande av aktivitet, överdriven vila, överkonsumtion av läkemedel, stor vårdkonsumtion och arbetsoförmåga. Den som söker efter smärtkontroll till varje pris får ofta en minskad livskvalitet. När man försöker att kontrollera tankar, känslor och fysiska sensationer kan det ibland bli så att man paradoxalt nog ökar sitt problem. När man fokuserar på svårigheterna så växer de. Man ökar kontakten med den upplevelse man vill komma ifrån. Undvikande av fysisk och psykisk smärta leder till ökat lidande och större funktionshinder. Individer som rapporterar större kamp mot smärtan rapporterar också större smärta, obehag och funktionshinder. Forskning har dessutom visat att när man försöker kontrollera smärtan så minskar smärttoleransen . Alternativet till att kontrollera och undvika oönskade erfarenheter är att acceptera dem. Det finns nu vetenskapliga bevis för att det kan fungera bättre.

### Fokus på nuet
Oxfordprofessorn Mark Williams, en av upphovsmännen till MBCT (Mindfulness Based Cognitive Therapy) , har studerat vad man kallar övergeneraliserat minne. I korthet går det ut på att när man har bett försökspersoner med respektive utan depression att nämna ett tillfälle då de var glada respektive nedstämda, har det visat sig att deprimerade människor oftare ger icke-specifika svar. Man tror att det kan bottna i traumatiska erfarenheter. En möjlig förklaring är att detta handlar om en kognitiv strategi för att undvika kontakt med känslomässigt laddade negativa minnen. Det skulle således vara fråga om ett kognitivt undvikande, vilket med tiden kan bli en livsstil. Detta har i sin tur negativa konsekvenser då det också går ut över förmågan att föreställa sig framtiden på en specifik nivå. Följden kan bli ett vidmakthållande av den känslomässiga problematiken, till exempel i form av förlängning av en depressiv episod, eller sårbarhet för återfall efter avslutad farmakologisk behandling. En rimlig behandlingsstrategi utifrån detta bör vara att bryta undvikandet genom övning i att fokusera på upplevelser i nuet. Det är precis vad man gör i MBCT och andra accepterandeterapier. Studier visar att denna behandling, i jämförelse med sedvanlig behandling, både minskar laddningen i traumatiska minnen och återfallsfrekvensen hos tidigare deprimerade människor.

### Fokus på accepterande
Människor fokuserar ofta på det svåra innehållet i sina problem. I ett accepterandeterapiperspektiv är det tendensen att ta in dessa erfarenheter bokstavligt och sedan brottas mot dem som är det största problemet. Därför tränar man sig i att öppna sig för svåra tankar, känslor, minnen och kroppsförnimmelser. Målet är att man ska känna och tänka vad man känner och tänker, inte vad dessa tankar och känslor förmedlar. Med sina tankar och känslor kan man sedan gå vidare mot de mål man själv finner värdefulla, den väg som tankarna och känslorna tidigare har förhindrat en att gå. Man lär sig att titta på tankar som tankar och känslor som känslor, inte på världen genom sina tankar och känslor. Man lär sig att leva med sina symtom, problem och svårigheter i stället för mot dem. Därmed blir tankarna och känslorna inte lika hotfulla. 
Accepterandeterapier syftar till att hjälpa individen att acceptera det oacceptabla. De handlar mer om tillåtelse än om krav. Den beteendeterapeutiska delen är träning i medveten närvaro (mindfulness)och acceptans. Den kognitiva terapin har också förändrats från fokus på tankestruktur till fokus på den funktion som de negativa tankestrukturerna leder till. Ibland kallas terapier som bygger på acceptans för tredje generationens beteendeterapier. Accepterandeterapier bygger på förändring av förhållandet till upplevelser, tankar och känslor. Man tränar sig i att möta stressen från tidigare händelser i stället för att se dessa som problem som ska lösas. I accepterandeprocessen ingår det också att sörja det som har hänt. Lösningen på lidandet är att flytta fokus till det som sker här och nu och öka acceptansen för detta i stället för att hålla fast vid det som hänt tidigare och inte går att göra ogjort . Nyckelbegreppen är medveten närvaro, acceptans, avladdning och överlämnande, icke språk-baserade metoder att förhindra att negativa tankar slår rot och övergår i grubblande och ältande. Vid accepterandeterapier syftar man inte till att ändra tankeinnehållet. Man koncentrerar sig i stället på medvetandet om och förhållandet till tankar, känslor och kroppssensationer, och lär sig att inte värdera dessa som bra eller dåliga, negativa eller positiva. Det är brottningsmatchen med dessa som utgör själva problemet. När man lär sig att acceptera, ladda av och lämna över tankarna, känslorna och förnimmelserna så upphör problemet.

## Konfrontation och exponering
Kognitiv beteendeterapi (KBT) har ofta moment av exponering för föremål eller situationer som skapar ångest. Det kan till exempel handla om kroppsförnimmelser vid panikångest eller tankar och bilder vid posttraumatiskt stressyndrom. Vid accepterandeterapier är i stället utgångspunkten att individen ska kunna göra det som han/hon vill och värderar högt. Behandlingsstrategierna (konfrontation och exponering) är riktade mot undvikandet mer än mot kroppsförnimmelserna, tankarna och de inre bilderna. Man försöker att lära människor att det går att känna sina känslor och ändå delta i olika aktiviteter. Deltagande i aktiviteter kan i sin tur bryta depressiva cirklar. Man lär ut att känslor är endast känslor och att man kan leva fullt ut även med negativa känslor. I stället för att tänka ”jag vill gå på festen, men det går inte för jag får ångest” kan man tänka ”jag vill gå på festen, och jag kommer att få ångest”. När man ökar sin aktivitet och lever fullt ut minskar de negativa känslorna.

## Acceptance and Commitment Therapy
Acceptance and Commitment Therapy (ACT) handlar om ett aktivt icke värderande betraktelse av nuet, vilket även innebär att man möter sina tankar och känslor precis som de är och sedan släpper taget om dem. De blir avladdade. Då kan problemet definieras om. Det kanske inte ens är något problem längre. Det är inte tankarna, känslorna eller kroppssensationerna (till exempel smärtan) som är själva problemet. Det är hur dessa förstör livet som är problemet 
.
Människor söker oftast psykoterapi för att bli av med inre obehag, såsom oro och nedstämdhet. ACT är i första hand en behandlingsmodell för människor som försökt detta ett tag, oftast med professionell hjälp, utan att lyckas. Hayes talar om att skapa en kreativ hopplöshet . Detta sker genom att terapeuten aktivt försöker förklara och illustrera det dilemma individen är i genom sina försök att åstadkomma vad som inte går att åstadkomma. När hon försöker kontrollera sina inre erfarenheter ökar hon sina problem.  Denna ”hopplöshet” kan i själva verket fungera hoppingivande. Genom att bli medveten om vad som sker kan hon kanske hitta andra sätt att hantera sina svårigheter, problem och symtom. 
ACT bygger på att man observerar, beskriver, accepterar och lämnar det som sker här och nu inuti och utanför en själv. Betoningen av att tankar är bara tankar står i kontrast till den kognitiva terapins strategi att förändra tankar. Men trots skillnaderna finns det stora likheter. KBT handlar om vad man tänker. Man menar att tankar föregår känslor och handlingar. Därför påverkar man tankarna när man vill komma åt att påverka känslor och beteenden. ACT handlar mer om vad man tänker om vad man tänker. Det brukar kallas metakognition. En huvudtanke i ACT är att det är språket som är problemet. Eftersom kopplingen mellan språkligt formulerade plågor (tankar, bilder, associationer) och dess motsvarighet i verkligheten är så stark leder dessa ofta människan till ett undvikandebeteende. När de inre tankeprocesserna blir styrande, och ställer sig i vägen för funktionellt beteende, uppstår psykiska problem. Inom KBT betonas pedagogik och förklaring. I det terapeutiska arbetet med accepterandeterapier är människans upplevelse det centrala begreppet. Där handlar det mer om förvirring och paradoxer . I praktiken kombinerar man ofta dessa motsägelsefulla metoder . Mer om accepterandeterapier finns att läsa i boken: Att acceptera det oacceptabla .